# Lovers and Other Strangers
Lovers and Other Strangers (Amanți și alți străini) este un film american, o comedie, produs în anul 1970 sub regia lui Cy Howard. Filmul este transpunerea pe ecran a piesei de teatru omonime scrise de  Renée Taylor și Joseph Bologna.

## Acțiune
În centrul acțiunii sunt tinerii logodiți Mike Vecchio și Susan Henderson, tânăra provine dintr-o familie irlandeză iar băiatul dintr-una italiană. În ziua nunții ei află că în familiile lor existe unele secrete. Astfel tatăl fetei Hal, are o relație extraconjugală cu Cathy, care este cea mai bună prietenă a lui Wilma, soția lui. Pe când Richie, fratele mai mare a lui Mike, vrea să divorțeze de soția sa Joan, cea ce într-o familie italiană este de neconceput.

## Premii
- Premiul Oscar pentru cel mai bun actor în rol secundar
- Premiul Oscar pentru cea mai bună melodie originală